# Buick Lucerne
Buick Lucerne – samochód osobowy klasy wyższej produkowany pod amerykańską marką Buick w latach 2005–2011.

## Historia i opis modelu

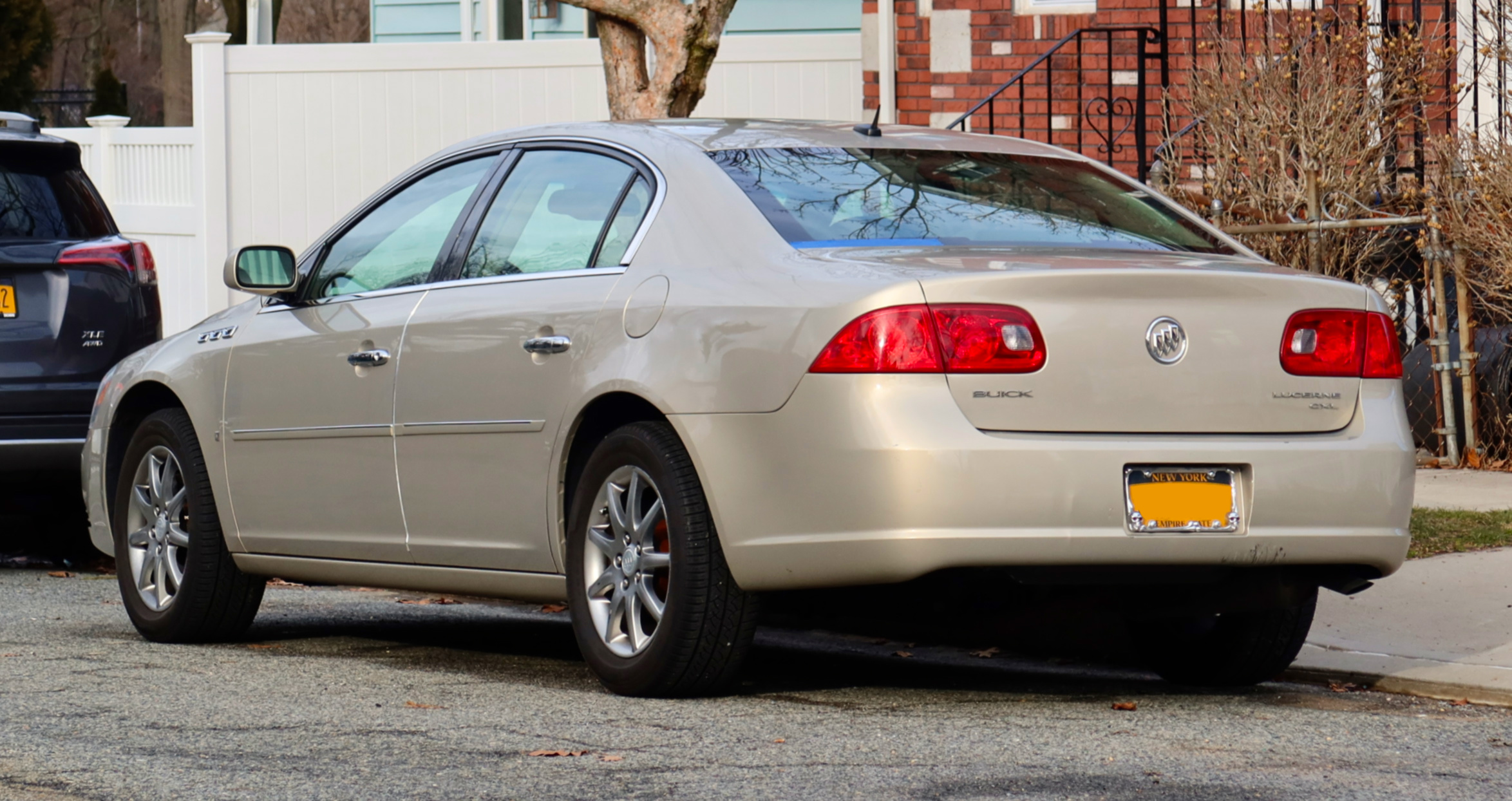
Buick Lucerne – tył

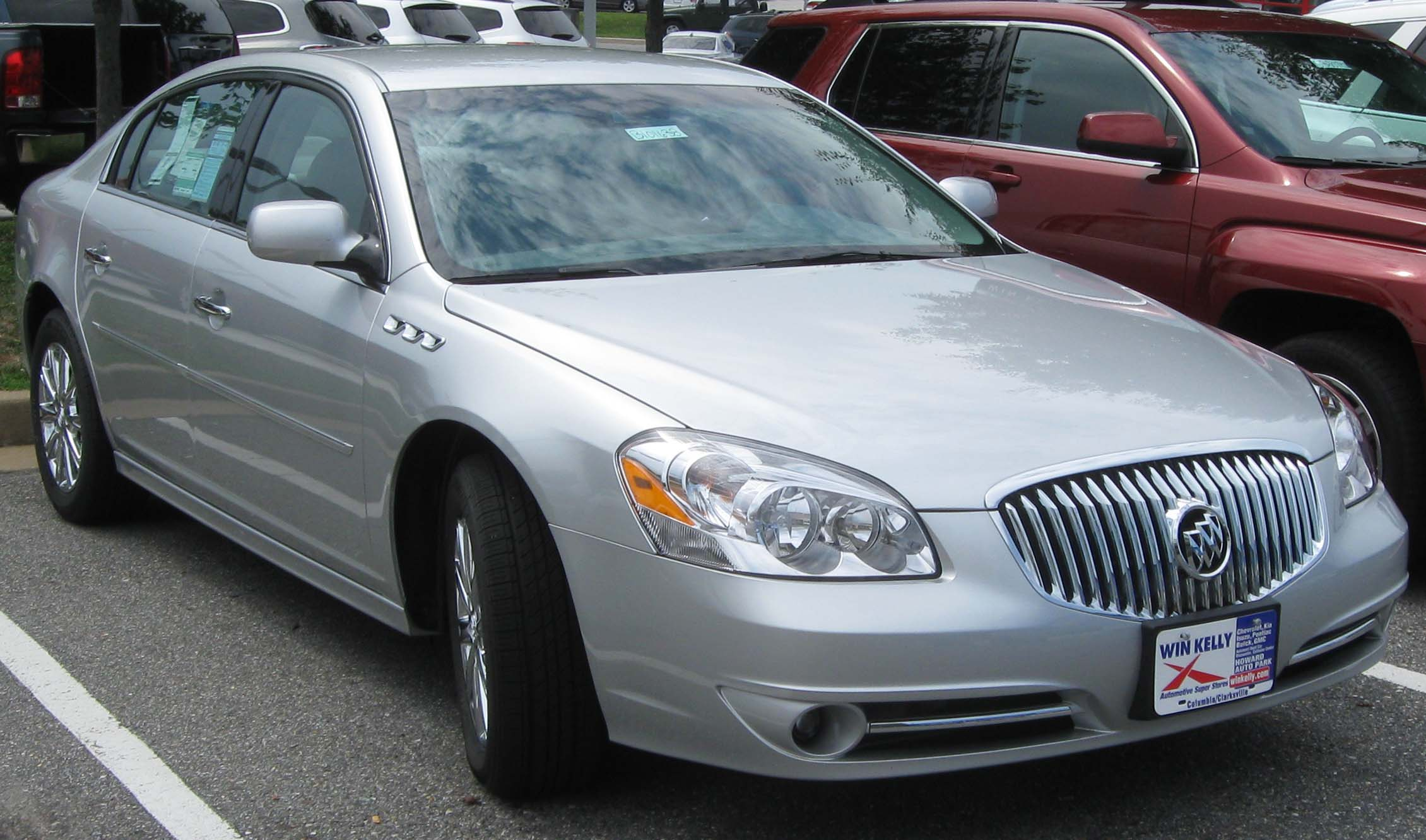
Buick Lucerne CXL

Lucerne zadebiutował w 2005 roku jako bezpośredni następca dwóch pokrewnych modeli Park Avenue i LeSabre, które dotychczas pełniły funkcję sztandarowych limuzyn w północnoamerykańskiej ofercie marki. Lucerne został zbudowany na nowej platformie koncernu General Motors o nazwie G-platform, którą dzielił z pokrewnym Cadillakiem DTS.
Samochód zyskał stonowaną stylistykę, wyróżniając się mniejszą liczbą chromowanych ozdobników niż w przypadku poprzednich modeli w tej klasie, a także dużymi reflektorami i podłużnymi tylnymi lampami.

### Koniec produkcji
Produkcja zakończyła się w czerwcu 2011 roku bez bezpośredniego następcy. Buick Lucerne zniknął z oferty na rzecz podobnej wielkości modelu LaCrosse drugiej generacji, która przejęła po nim rolę sztandarowego modelu Buicka w amerykańskiej ofercie producenta.

### Silniki
| Rok       | Silnik                 | Pojemność | Moc                                | Moment obrotowy            |
| --------- | ---------------------- | --------- | ---------------------------------- | -------------------------- |
| 2006–2008 | 3,8 l 3800 L26 V6      | 3791 cm³  | 197 hp (147 kW) przy 5200 obr./min | 316 N·m przy 3800 obr./min |
| 2006–2008 | 4,6 l Northstar LD8 V8 | 4565 cm³  | 275 hp (205 kW) przy 6000 obr./min | 400 N·m przy 4400 obr./min |
| od 2008   | 4,6 l Northstar L37 V8 | 4565 cm³  | 292 hp (218 kW) przy 6300 obr./min | 390 N·m przy 4500 obr./min |
| 2009      | 3,9 l GM 3900 V6       | 3880 cm³  | 227 hp (169 kW) przy 5700 obr./min | 321 N·m przy 3200 obr./min |